# Gary Thain
Gary Thain (* 15. Mai 1948 in Christchurch, Neuseeland; † 8. Dezember 1975 in London, England) war ein Rockmusiker. Besondere Bekanntheit erlangte er als Bassist der Band Uriah Heep.

## Leben
Gary Thain besuchte die katholische Schule Xavier College in seiner Geburtsstadt. Mit 13 Jahren gewann er dort einen Gesangswettbewerb. Mit 14 Jahren gründete er die Band The Strangers, in der er Bass spielte. Andere Mitglieder waren sein Bruder Arthur Thain (Lead-Gitarre), Graeme Ching (Sänger und Rhythmusgitarre) und Dave Beattie (Schlagzeug), der später durch Peter Dawkins ersetzt wurde. Die Band veröffentlichte drei Singles, unter denen auch der erste von Thain geschriebene und veröffentlichte Song I’d Never Be Blue enthalten war. Als sich die Strangers auflösten, stieg er bei den 'Secrets' ein, mit der er eine Single veröffentlichte. Noch im selben Jahr (1966) ging auch diese Band wieder auseinander, als sich Thain und Paul Muggleston, auch ehemaliges Mitglied von The Strangers, mit Peter Dawkins und Dave Chapman zu einer neuen Band – Me and the Others – zusammentaten. Nachdem sie auch in Schottland und Wales getourt hatten, nahmen sie für einige Zeit ein Engagement in Deutschland an.
Als sich diese Band auflöste, gründeten Thain und Dawinks mit Ed Carter die psychedelisch orientierte Gruppe New Nadir, die vornehmlich in Deutschland, Frankreich und der Schweiz auftrat. New Nadir nahm 1968 ein Album auf, welches jedoch erst 2009 veröffentlicht wurde. Nach der Auflösung von New Nadir stieg Thain bei der Keef Hartley Band ein, deren Musik sich aus Blues-orientiertem Songwriting und jazzigen Arrangements zusammensetzte. Die Keef Hartley Band spielte mit Thain sechs Alben ein. Thains an dem Motown-Bassisten James Jamerson geschultes, melodisches und doch rhythmisch-funkiges Bassspiel war ein Angelpunkt von Hartleys Musik. Mit der Band trat Thain 1969 auf dem Woodstock-Festival am zweiten Tag vor der Band Santana auf. Offiziell ist dieser Auftritt nicht mitgeschnitten worden. Thain trat auch als Mitverfasser und -arrangeur von Material für die Keef Hartley Band hervor. Bei dem einzigen von ihm allein komponierten Titel You Say You’re Together Now ist er auch als Sänger zu hören. Das Lied wurde 1972 auf The 72nd Brave veröffentlicht.

### Uriah Heep
Nach dem Album The 72nd Brave löste Hartley seine Band auf. Zur selben Zeit bekam Thain ein Angebot von Uriah Heep, welches er prompt annahm. Als Thain zu Uriah Heep stieß, befand sich die Band gerade auf einer Tournee in den USA. Er ersetzte den Ex-Colosseum-Bassisten Mark Clarke. Thains erster Auftritt mit Uriah Heep war am 1. Februar 1972 in Los Angeles. Die Band bestand zu dieser Zeit aus David Byron, Mick Box, Ken Hensley  und Lee Kerslake. Vier Monate später war Thain das erste Mal mit Uriah Heep im Studio. Das daraus resultierende Album Demons and Wizards bedeutete für die Band den Durchbruch in Amerika. Es folgten vier weitere Alben, auf denen er sich teilweise auch am Verfassen des Songmaterials beteiligte unter anderem bei Sweet Lorraine und der Ballade Circus, sowie bei dem Song Sunshine, der lange Zeit nur als B-Seite der Single Stealin’ erhältlich war.
Thain spielte über 370 Konzerte mit Uriah Heep. Während eines Auftritts in Dallas, Texas am 15. September 1974 erlitt Thain einen elektrischen Schlag, von dem er sich nicht wieder erholte. Seit dem Unfall litt er an Herzrhythmusstörungen und seine schon zuvor bestehende, langjährige Drogenabhängigkeit verschlimmerte sich in der Folgezeit. Schließlich musste er die Band aufgrund seines labilen Zustands im Januar 1975 verlassen. Am 8. Dezember 1975 starb Gary Thain in seinem Haus in Norwood Green, London unter nie restlos geklärten Umständen. Als offizielle Todesursache wurde ein Unfall angegeben. Da er als Musiker mit 27 Jahren verstarb, wird er in Erweiterungen zum Klub 27 gezählt. Bei Uriah Heep wurde er durch John Wetton ersetzt.

## Diskografie
| - 1963: My Blue Heaven/The Dark At The Top Of The Stairs – The Strangers - 1964: Pretend/Alright – The Strangers - 1965: Can’t Help Forgiving You/I’ll Never Be Blue – The Strangers - 1966: It’s You (written by Paul Muggleston)/You’re Wrong – The Secrets - 1969: Tell Mama/Swamp Man – Martha Veléz - 1969: Just to cry/Leave it ’til the morning – Keef Hartley Band - 1969: Halfbread/Waiting around – Keef Hartley Band - 1969: Don’t be afraid/Hickory – Keef Hartley Band - 1970: Plain talkin’/We are all the same – Keef Hartley Band - 1970: Roundabout/Roundabout pt 2 – Keef Hartley Band - 1972: Easy Livin’ – Uriah Heep - 1972: Spider Woman – Uriah Heep - 1973: Stealin’ – Uriah Heep - 1974: Something Or Nothing – Uriah Heep | - 1970: Fiends and Angels – Martha Veléz - 1969: Halfbreed – Keef Hartley Band - 1969: The Battle of North West Six – Keef Hartley Band - 1970: The Time is Near – Keef Hartley Band - 1971: Little Big Band – Keef Hartley Band - 1971: Overdog – Keef Hartley Band - 1972: 72nd Brave – Keef Hartley Band - 1972: Demons and Wizards – Uriah Heep - 1972: The Magician’s Birthday – Uriah Heep - 1973: Uriah Heep Live 1973 – Uriah Heep - 1973: Sweet Freedom – Uriah Heep - 1974: Wonderworld – Uriah Heep - 1997: Live At Shepperton ’74 – Uriah Heep - 2009: Uncovered – New Nadir / Me and The Others |